# Kill switch
Kill switch é um dispositivo de segurança destinado a desligar um veículo caso seu piloto ou motorista, por algum motivo, seja jogado para fora dele. Ele é geralmente utilizado em jet-skis, lanchas velozes, aparadores de grama e outros veículos auto-propulsionados.

## Características
O Kill Switch consiste de um cordão resistente semi-elástico, extensível ou espiralado, que é afixionado de um lado nas roupas do piloto e, do outro, na chave de contato do veículo. No caso de uma queda ou acidente que faça o motorista ser jogado para fora, o cordão puxa a chave de ignição, desligando o motor. Em alguns casos, com a saída da chave, o veículo adota um comportamento pré-definido pelo fabricante. Os jet-skis, por exemplo, põem-se a navegar lentamente em círculos, o que permite ao piloto subir e reassumir o controle.
Outro exemplo de utilização é em esteiras esportivas de corrida, do tipo encontrado em academias de ginástica. Caso o corredor tropece e caia, o Kill Switch desliga imediatamente o motor, impedindo que o esportista se machuque.
Kill Switches também são empregados em dispositivos que lidam com grandes quantidades de líquidos inflamáveis ou explosivos, tais como bombas de gasolina. Normalmente, emprega-se um único dispositivo para todas as bombas de um posto ou estação de bombeamento.